# Rosegacebes
Rosegacebes és el nom d'un ésser mitològic, espècie d'ànima en pena, fantasma o espantall que forma part de les llegendes del Pirineu, especialment de les contrades de la Cerdanya.
El folklore de tots els països és ple de personatges fantàstics destinats a espantar la mainada dient-los-hi que se'ls emportaràn. Catalunya també disposa d'una rica col·lecció d'aquests éssers que són invocats quan les criatures no es porten bé amb la finalitat de frenar llur rebel·lia, o amb motiu de tradicions i festivitats.
El Grup de Recerca de la Cerdanya ha recuperat per a la festa de la Nit d'Ànimes alguns d'aquests espantanens com ara el Rosegacebes, originari del Vilar D'Urtx que segons la llegenda és l'ànima damnada d'una persona que quan era viva es dedicava a robar les cebes de l'hort del seu veí, fins que aquest, empipat, el va maleir: Qui em roba les cebes, així n'hagi de menjar per sempre, en la vida i en la mort, condemnant-lo d'aquesta manera a vagar per tota l'eternitat. Segons la tradició la presència d'aquest ésser espantacriatures es detecta quan es veu una ceba rosegada. En altres contrades de Catalunya, també és freqüent la dita: Sembles l'ànima d'en Rosegacebes.